# Tauraco schuettii
Il turaco becconero (Tauraco schuettii Cabanis, 1879) è un uccello della famiglia Musophagidae.

## Sistematica
Tauraco schuettii ha due sottospecie:
- Tauraco schuettii emini
- Tauraco schuettii schuettii

## Distribuzione e habitat
Questo uccello vive nell'Africa centrale, più precisamente in Congo, nella Repubblica Democratica del Congo, nel Sudan meridionale, nella Repubblica Centrafricana, in Uganda, Ruanda, Burundi, nel Kenya occidentale, in Tanzania, Angola e nella Guinea Equatoriale.